# یواس‌اس موبایل (سی‌ال-۶۳)
یواس‌اس موبایل (سی‌ال-۶۳) (به انگلیسی: USS Mobile (CL-63)) یک کشتی بود که طول آن ۶۱۰ فوت ۱ اینچ (۱۸۵٫۹۵ متر) بود. این کشتی در سال ۱۹۴۲ ساخته شد.